# Whiplash
『Whiplash』（ウィプラッシュ）は、韓国のガールズグループ・aespaの5thミニアルバム。2024年10月21日にカカオエンターテインメントから発売された。 

## 概要
2024年5月に発売され、大ヒットを記録した初のフルアルバム「Armagedon」以来、約5ヶ月ぶりに発売するアルバムである。「Whiplash」では前作と違って抑制したパフォーマンスとビジュアルで新たな一面を披露している。
本作は、ダイナミックに存在感を示すタイトル曲「Whiplash」をはじめ、強烈な雰囲気で耳を魅了するシンセサウンドのヒップホップ・ダンス曲、夢幻的なムードのR&B、ロックベースサウンドのポップまで様々なジャンルで構成されている。
リード曲「Whiplash」は、強烈でスピード感あふれるベースとハウスビートが特徴的なダンス曲。歌詞には、枠にとらわれず自分の基準で奔放に進み、どこへ行っても状況を打破していく、堂々としたaespaの魅力が込められている。

## 背景とリリース
- 2024年9月23日、SMエンタテインメントが、5thミニアルバム『Whiplash』を発売することを発表[16]。
- 10月26日、プロモーションスケジュールを発表[17]。
- 10月1日- 、タイトル曲「Whiplash」音源の一部を活用したショート映像「Whiplash Universe」を順次公開[18]。
- 10月20日、ミュージックビデオのティーザーを公開[19]。
- 10月21日、5thミニアルバム『Whiplash』リリース&MV公開[15]。
- 10月21日 - 11月3日、アルバム発売を記念したポップアップストア「aespa WEEK – #Whiplash_mood」をソウルにて開催[20][21]。

## リリース
- Whiplash (Japan Exclusive Ver.) ※日本限定トレカが封入されたBEAT Ver.
- Whiplash (BEAT Ver.)  ※ジャケット5種
- Whiplash (SPEED Ver.)  ※ジャケット5種
- Whiplash (SMini Ver.) ※ジャケット4種
- Whiplash (Whiplash Limited Ver.) ※BOX4種 ※韓国発売日は10月28日

## 収録曲
1. Whiplash
2. Kill it
3. Flights, Not Feelings
4. Pink Hoodie
5. Flowers
6. Just Another Girl

## チャート成績
サークルチャートでは初動931,647枚、ハントチャートでは913,234枚を記録し、どちらも1位を記録。11月7日には、サークルチャートで累計販売量約102万枚を記録し、通算5作目となるミリオンセラータイトルを獲得した。

## リミックス
- 2024年12月11日、収録曲のリミックスバージョン「Whiplash (monotostereo Remix)」「Flights, Not Feelings (Demicat Remix)」がリリースされた。2曲とも、SM傘下のダンスミュージックレーベル・ScreaM Recordsのコンピレーションアルバム『K-POP ScreaM 1』に収録されている[23]。
- 2025年4月11日、新たなリミックスバージョン「Whiplash (DJ Long Nhat Remix)」がリリースされた。上記アルバムの続編『K-POP ScreaM 2』に収録されている[24]。

## タイアップ
| 起用年 | タイトル | タイアップ |
| ------ | -------- | --- |
| 2024年 | Whiplash | Android ウェブCMソング - 「Android ならできること- Gemini篇」 - 「Android ならできること- かこって検索 センイル広告篇」 - 「Android ならできること- かこって検索 翻訳篇」 - 「Android ならできること- かこって検索 フード篇」 |

## 受賞歴

### 授賞式
- MTV VMAJ「Best Group Video -International-」[26]

### 音楽番組首位
| 年     | 受賞歴 |
| ------ | --- |
| 2024年 | - Whiplash（6冠） - 10月30日：SBS『THE SHOW』 - 11月1日：KBS2『ミュージックバンク』 - 11月17日・24日・12月1日：SBS『人気歌謡』（3週連続） - 11月30日 ：MBC『ショー! 音楽中心』 |

## ミュージックビデオ
10月21日、SMTOWNのYouTubeチャンネルを通じて、「Whiplash」のミュージックビデオを公開された。フックの部分で首をつかむ単純ながら、大胆な動作を通じて曲名を直接的かつインパクトのあるビジュアルで表現されているほか、アイソレーションダンス、ダンサーたちとの息の揃った多彩なパフォーマンスで、音楽と一つになったような快感を与えている。
| 公開日         | タイトル              | タイトル                  | リンク |
| -------------- | --------------------- | ------------------------- | ------ |
| 2024年9月23日  | 『Whiplash』          | INTRO                     | ▶      |
| 2024年10月7日  | 『Whiplash』          | Unbeatable Beat #WINTER   | ▶      |
| 2024年10月7日  | 『Whiplash』          | Unbeatable Beat #GISELLE  | ▶      |
| 2024年10月8日  | 『Whiplash』          | Unbeatable Beat #KARINA   | ▶      |
| 2024年10月8日  | 『Whiplash』          | Unbeatable Beat #NINGNING | ▶      |
| 2024年10月11日 | 『Whiplash』          | Highlight Medley          | ▶      |
| 2024年10月15日 | 『Whiplash』          | Unstoppable Speed         | ▶      |
| 2024年10月25日 | 『Whiplash』          | Countdown Live            | ▶      |
| 2024年10月26日 | 『Whiplash』          | Jacket Behind             | ▶      |
| 2024年10月20日 | Whiplash              | MV Teaser                 | ▶      |
| 2024年10月21日 | Whiplash              | MV                        | ▶      |
| 2024年10月27日 | Whiplash              | MV Behind                 | ▶      |
| 2024年10月28日 | Whiplash              | MV Reaction               | ▶      |
| 2024年10月22日 | Whiplash              | Recording                 | ▶      |
| 2024年10月23日 | Whiplash              | Cheering Guide            | ▶      |
| 2024年10月31日 | Whiplash              | Dance Lesson              | ▶      |
| 2024年10月21日 | Kill It               | Audio                     | ▶      |
| 2024年10月21日 | Flights, Not Feelings | Audio                     | ▶      |
| 2024年10月21日 | Pink Hoodie           | Audio                     | ▶      |
| 2024年10月21日 | Flowers               | Audio                     | ▶      |
| 2024年10月21日 | Just Another Girl     | Audio                     | ▶      |

## リリース日程
| 地域 | 日付           | 規格 | レーベル                                        |
| ---- | -------------- | ---- | ----------------------------------------------- |
| 世界 | 2024年10月21日 | 配信 | SMエンタテインメント カカオエンターテインメント |
| 韓国 | 2024年10月21日 | CD   | SMエンタテインメント カカオエンターテインメント |